# The Best of Pete Townshend
The Best of Pete Townshend je kompilační album Petea Townshenda vydané v roce 1996. Ve Spojeném království bylo vydáno společností Virgin Records a ve Spojených státech Atlantic Records. Na tomto albu se podíleli tito hudebníci: Townshend (zpěv, kytara, syntetizátor), Raphael Rudd (žestě), John "Rabbit" Bundrick (syntetizátor), Kenney Jones a Simon Phillips (bicí), Pino Palladino (baskytara) a David Gilmour.

## Seznam skladeb
1. "Rough Boys"
2. "Let My Love Open the Door"
3. "Misunderstood"
4. "Give Blood"
5. "A Friend Is a Friend"
6. "Sheraton Gibson"
7. "English Boy" [verze bez dialogu]
8. "Street in the City"
9. "Pure and Easy"
10. "Slit Skirts"
11. "The Sea Refuses No River"
12. "A Little Is Enough"
13. "Face the Face"
14. "Uneasy Street"[1]
15. "Let My Love Open the Door (E. Cola Mix)"